# محمدعلی خنجی
محمدعلی خُنجی (۳ آذر ۱۳۰۴ در بحرین – ۵ بهمن ۱۳۵۰ در تهران)، اقتصاددان، حقوق‌دان، جامعه‌شناس و مبارز سیاسی ایرانی بود. وی اصالتاً اهل شهر خنج از استان فارس بود.

## تحصیلات
او تحصیلات ابتدایی را در دبستان اتحادیه ملی ایرانیان بحرین که پدرش محمدامین خنجی از مؤسسان آن بود، گذراند. در سال ۱۳۱۸ او و برادر بزرگترش (عبدالله خنجی) دبستان را به اتمام رسانیده بودند. در این سال، به علت نبود دبیرستان ایرانی در بحرین و علاقهٔ شدید پدر به تحصیل فرزندان در مدارس پارسی زبان، خانواده تصمیم به مهاجرت به تهران گرفتند. وی تحصیلات متوسطه را در دبیرستان علمیه آغاز و به اتمام رسانید. از جمله دبیران او در این دوران احسان یارشاطر بود. در سال ۱۳۲۶ از دانشکده حقوق دانشگاه تهران موفق به اخذ درجه لیسانس در رشته حقوق قضایی گردید؛ سپس جهت ادامه تحصیل به فرانسه عزیمت کرد و از دانشگاه پاریس موفق به اخذ درجه دکترای اقتصاد شد. وی در سال ۱۳۲۸ به ایران بازگشت و به عنوان وکیل دادگستری به فعالیت مشغول شد.

## فعالیتهای پژوهشی
او در کنار تسلط در تحلیل مسایل اقتصادی و اجتماعی به پژوهش و تحقیقات علمی در حیطه جامعه‌شناسی، تاریخ، اقتصاد، زبان‌شناسی، مردم‌شناسی و سایر شاخه‌های علوم انسانی پرداخت. وی بر زبان و ادبیات پارسی و فرانسوی احاطه داشت و در ضمن با زبانهای انگلیسی، عربی، آلمانی، روسی، ایتالیایی و چک آشنا بود.

### منتقد تحریف تئوری‌ها در بررسهای تاریخی
وی اولین فردی بود که اهمیت نظریهٔ وجه تولید آسیایی مارکس را برای بررسی سیر تحولات اقتصادی و اجتماعی ایران متذکر شد. وی در اثر انتقادی خود دربارهٔ تاریخ ماد نوشته دیاکونوف باب انتقاد از تطبیق تاریخ مشرق زمین را با قرائت مورد علاقهٔ آکادمی علوم اتحاد جماهیر شوروی از نظریه تکامل مارکس گشود.
دکتر هوشنگ ماهرویان می‌نویسد: محمد علی خنجی برای یافتن تفاوت‌های شرق و غرب با مدد گرفتن از تئوری مارکس به مطالعه تطبیقی شرایط شرق و غرب پرداخت. خنجی معتقد است تولید آسیایی، مرحله گذار از جامعه اولیه به جامعه باستانی است. او می‌نویسد: «مارکس وجه تولید آسیایی را نه چون یک مرحله استثنایی و محدود به یک قلمرو جغرافیایی، بلکه به عنوان یکی از دوره‌های تکامل تاریخی به‌شمار آورد که پس از انحلال جماعت بدوی نخستین، مرحله تحول را تشکیل می‌دهد.» بنابراین از نظر خنجی بعد از جماعت بدوی – چه در غرب و چه در شرق – وجه تولید آسیایی را داریم. با این تفاوت که در شرق به دلیل استبداد راکد شرقی، جامعه در وجه تولید آسیایی می‌ماند و در غرب از آن عبور می‌کند. وی می‌گوید: «نظریه وجه تولید آسیایی، جوهر حقیقت را در خود داشت و از آن جا که حقیقت، زنده جاوید است، هنوز هم توان آن را دارد که انبوه تیرگی‌های تاریخ شرق را بشکافد و در ظلمت آن، راهی به سوی سرچشمه حقیقت بگشاید.»

### آثار مکتوب
باید دانست که بسیاری از تألیفات و ترجمه‌های او در یورشهای ساواک از میان برده شد یا به تاراج رفت؛ در ضمن بسیاری از مقالات وی در مطبوعات مختلف از جمله روزنامه‌های «شاهد»، «نیروی سوم»، «راه مصدق» و… با نام‌های مستعار از جمله نام «روزبهان» به چاپ می‌رسید. برخی مقالات وی در مجلات مختلف به دلیل مخالفت ساواک اجازه انتشار نمی‌یافت. برخی از آثار به جای مانده به شرح زیر است:
- ارزش (رساله ای در باب علم اقتصاد)
- بررسی تاریخ ماد و منشأ نظریه دیاکونوف
- بیانیهٔ جبهه بین‌المللی
- ناسیونالیزاسیون (ملی کردن صنایع)
- سوسیالیسم و اخلاق
- تحلیلی از فراماسونری
- ترجمه «توتم و تابو» نوشته فروید
- کوروش ابرمرد تاریخ
- اندیویدوآلیسم و فدرالیسم پرودون
- قیام‌های ملی مردم تونس و ریشه‌های تاریخی آن
- جنبش‌های ملی و قیام‌های استقلال طلبانهٔ مردم الجزایر
- قیام‌های ملی مردم مراکش و ریشه‌های تاریخی آن
- جامعهٔ انکا
- تحقیقی در باب مذاهب بابی و بهائی
- اقتصادیات آمریکا و تأثیر آن در روابط بین‌المللی
- صنایع ملی ایران (به زبان فرانسه)
- مکاتبات مارکس و ورا زاسولیچ
- اقتصاد تعاونی در سوئد

### طرح بزرگ ناتمام
او در دههٔ چهل خورشیدی، طرح بزرگی برای تدوین «تاریخ تحولات اجتماعی ایران» داشت که جلد اول آن با عنوان «نظام مالکیت متمرکز دیوانی» پیش از مرگش در سال ۱۳۵۰ به اتمام رسید؛ اما چاپ آن تا سال ۱۳۷۶ به تعویق افتاد. در این سال، این بخش از کتاب فوق (جلد نخست) به صورت سلسله مقالاتی طی چند شماره در ماهنامه «اطلاعات سیاسی-اقتصادی» به چاپ رسید.

## مبارزات سیاسی

### حزب توده، جبهه ملی و حزب زحمتکشان ملت ایران
وی در دوران تحصیلات متوسطه، عضو حزب توده ایران شد. این فعالیت در زمان دانشجویی در دانشگاه تهران ادامه یافت. در سال۱۳۲۶، در انشعاب از حزب توده که در اعتراض به برخی سیاستهای این سازمان بزرگ سیاسی بود با خلیل ملکی، انور خامه‌ای، فریدون توللی، جلال آل احمد و… همراهی نمود. پس از بازگشت از فرانسه، در سال ۱۳۲۸ با جمعی از مبارزان نهضت ملی در مبارزه ملی شدن صنعت نفت به همکاری مؤثر پرداخت و در سازمان‌های وابسته به جبهه ملی، مشارکت کرد که مهم‌ترین آن‌ها سازمان دانشجویان و جوانان مبارز بود. همکاری نزدیک وی با روزنامه شاهد در همین زمان آغاز شد. این روزنامه سیاسی، اجتماعی و انتقادی بارها به دلیل نشر حقایق و مطالب کوبنده، علیه دستگاه استبدادی حاکم توقیف شد.
در اوج مبارزات مصدق علیه حکومت سپهبد رزم آرا، «حزب زحمتکشان ملت ایران» با پیوستگی تعدادی از سازمانها و جمعیت‌های طرفدار و وابسته به جبهه ملی تشکیل شد و مبارزات گروه‌های بیشماری از مردم را در خود متمرکز کرد. خنجی نقش مؤثری در سازمان دهی این حزب برعهده گرفت.

### حزب زحمتکشان ملت ایران (نیروی سوم)
پس از وقایع سی تیر ۱۳۳۱، مظفر بقائی راه خود را از رهبر جبهه ملی، مصدق و نهضت ملی جدا کرد. کادرهای حزب زحمتکشان مانند محمدعلی خنجی، ملکی، حجازی از بقایی روی گردانده و به راه مصدق وفادار ماندند و با تشکیل گروهی به نام حزب نیروی سوم اقدام به تأسیس یک حزب سیاسی جدید کردند. علت نام گذاری این حزب به نام نیروی سوم این بود که ایشان هفته‌نامهٔ «نیروی سوم» را به جای روزنامه شاهد، ارگان تشکیلاتی خود قرار داده بودند.

### پیش‌بینی وقوع کودتای ۲۸ امرداد توسط وی بر اساس تحلیل تاریخی
در اوایل تیر ماه سال ۱۳۳۲، در یکی از جلسات هیئت اجرائیه حزب نیروی سوم، دکتر خنجی به طرح یک سلسله مسائل سیاسی پرداخت. او اظهار داشت: «چنان‌که قبلها صحبت کرده‌ایم و همه از چگونگی آن مطلع هستیم، پیروزی‌های نهضت ملی ایران به رهبری مصدق، معلول دو عامل مهم بوده‌است. یکی حمایت و پشتیبانی اکثریت مردم آگاه جامعه از شخص مصدق و هدفهای نهضت ملی و دیگری، بهره‌برداری به موقع و صحیح مصدق از سیاست حاکم بر محیط بین‌المللی و جو سیاست خارجی. ما از چگونگی حمایت مردم از رهبری نهضت ملی و سابقهٔ طولانی آن به‌طور کامل اطلاع داریم و خود در جریان آن هستیم و برای تجهیز و آماده‌سازی توده‌های مردم، کم و بیش مشارکت داشته‌ایم؛ ولی در مورد سیاست خارجی، نظر ما همیشه این بوده‌است که به علت دو نوع تضاد در تقسیم بندیهای جهانی موقعیت مناسبی برای پیشرفت نهضت ملی ایران فراهم آمده‌است. تضاد اول و بسیار مهم، تضاد بین دو بلوک شرق و غرب است که پس از جنگ دوم جهانی و به صورت جنگ سرد بین بلوک شرق از یک طرف و بلوک غرب از طرف دیگر نمایان شده‌است.» خنجی در مورد تضاد دوم موجود در محیط بین‌المللی به توضیح تضاد بین آمریکا و انگلیس یعنی تضاد در داخل بلوک غرب پرداخت. «پیروزی متفقین در جنگ بین‌المللی دوم بیش از هر چیز مرهون دخالت و کمک‌های همه جانبهٔ آمریکا به خصوص کمک‌های تسلیحاتی آن کشور بود. بعد از پیروزی متفقین، دولت شوروی کشورهای متعددی را زیر سیطرهٔ خود گرفت و کشورهای استعماری غرب نیز کلیهٔ مستعمرات خود را - که غالب نقاط جهان را در بر می‌گرفت- مجدداً به دست آوردند. دولت آمریکا -که خود را فاتح اصلی جنگ تلقی می‌کرد- حاضر نبود ساکت بنشیند و از نتایج پیروزی نصیبی نبَرَد. به همین جهت، در مقام معارضه با متفقین خود برآمد و کوشش کرد تا هر جا ممکن باشد مستعمرات و منافع منطقه ای آنان را به خود اختصاص دهد و به جای آنان بنشیند یا لااقل در غارت کشورهای عقب افتاده با سایر کشورهای استعماری مشارکت نماید.
بنا بر این جهات، هنگام شروع و اوج‌گیری مبارزات ملت ایران برای استیفای حقوق خود از نفت جنوب و مبارزه با استعمار انگلستان، دولت انگلیس از حمایت همهٔ متفقین خود، به خصوص آمریکا به‌طور کامل بهره‌مند نبود و چه بسا در مواردی که می‌خواست به شدت عمل متوسل شود با مخالفت آنان نیز روبرو می‌شد.
هنگام خلع ید از شرکت نفت انگلیس و ایران در خرداد ۱۳۳۰ و تهدید دولت انگلیس به اقدام نظامی علیه ایران و اعزام ناو جنگی به آبادان می‌توان نتیجه گرفت که خودداری دولت انگلیس از اعمال تهدید خود بی شک ناشی از چنین جوی در محیط بین‌المللی بود. اگر دولت انگلیس از حمایت آمریکا مطمئن بود و از دخالت شوروی نیز واهمه ای نداشت، قطعاً از اشغال خاک ایران و تأسیسات صنعت نفت جنوب خودداری نمی‌کرد.» خنجی در همان جلسه، پس از بیان مطالب فوق به طرح مسئلهٔ اصلی پرداخت و اظهار داشت: متأسفانه در شرایط فعلی بر اثر تغییرات و تحولاتی که در صحنهٔ بین‌المللی روی داده‌است، این تضادها از میان رفته یا به صورتی درآمده که دیگر قابل استفاده برای این مرحله از مبارزات ملت ایران نمی‌باشد. تضاد بین دو کشور بزرگ استعماری آمریکا و انگلستان در برابر نهضت ملی ایران در همان نیمهٔ اول سال ۱۳۳۰ و در فاصلهٔ کوتاهی پس از ملی شدن صنعت نفت از میان رفت. این تضاد تا موقعی وجود داشت که دولت انگلستان برای حفظ وضع موجود و ادامهٔ امتیازنامهٔ ۱۹۳۳ و تسلط بر تمامی منابع نفت ایران اصرار و مقاومت می‌کرد؛ ولی پس از اعزام هیئت نمایندگی انگلیس به ایران به ریاست استوکس مُهردار سلطنتی انگلستان و آمدن آورل هریمن معاون رئیس‌جمهور آمریکا و مذاکره با دولت ایران بالاخره دولت انگلستان اصل ملی شدن صنعت نفت [ایران] را به رسمیت شناخت و بدین ترتیب از ادامهٔ قرارداد استعماری ۱۹۳۳ انصراف حاصل کرد. خنجی اضافه کرد: «برطبق اطلاعاتی که ما از طریق مهندس حسیبی به دست آورده‌ایم، هریمن (معاون رئیس‌جمهور آمریکا) هنگام اقامت در ایران که بیش از چهل روز به طول انجامید؛ دو نقش کاملاً متفاوت در برابر دولت ایران به عهده گرفت. قبل از قبول ملی شدن صنعت نفت توسط دولت انگلیس و انصراف آن دولت از قرارداد ۱۹۳۳، هریمن از هیئت نمایندگی انگلیس حمایت نمی‌کرد و جنبهٔ میانجی داشت؛ ولی بعد از آن و موقعی که می‌بایست ترتیبات جانشینی ادارهٔ صنعت نفت معیّن و روابط بعدی دولت ایران و دولت انگلیس دربارهٔ مدیریت صنعت نفت و چگونگی استخراج و صادرات آن تنظیم شود، هریمن در کنار استوکس قرار گرفت و دولت ایران اغلب با پیشنهادهای مشترک انگلستان و آمریکا مواجه بود. این امر به خوبی چگونگی وضع جدید را نشان می‌داد. معلوم بود که دولت انگلیس در برابر آمریکا عقب‌نشینی کرده و حاضر به دادن امتیازاتی به دولت آمریکا شده‌است.»
خنجی نتیجه‌گیری کرد که از آن تاریخ به بعد تضاد دول استعماری آمریکا و انگلستان در برابر نهضت ملی ایران از میان رفته یا به نحوی نبوده‌است که ما بتوانیم برای حل مسئلهٔ نفت و اعمال حاکمیت دولت ایران و پیروزی نهضت ملی در هدفهای خود بر روی این تضاد حساب کنیم؛ ولی تضاد و برخورد بین دو بلوک شرق و غرب(تضاد اول) همچنان وجود داشت و روز به روز دامنهٔ آن وسیعتر می‌شد. همین امر، موقعیت مصدق را در برخورد با سیاستهای خارجی به وضع مناسبی حفظ می‌کرد. اما در چند ماه قبل، حادثهٔ مهمی رخ داد که روابط بین‌المللی را در سطح مناسبات دو بلوک شرق غرب نیز کاملاً دگرگون ساخته‌است. این حادثهٔ مهم، مرگ استالین پیشوای مقتدر و رهبر بلا منازع اتحاد جماهیر شوروی می‌باشد. پس از مرگ استالین و بعد از مدت کوتاهی، به علت برخوردهای داخلی در اتحاد شوروی و هم چنین طرز تفکر جدید جانشینان استالین، خط مشی سیاسی دولت شوروی تغییر عمده پیدا کرده‌است. بر اثر این تغییر، سیاست شوروی از جنبهٔ تهاجمی خارج و جنبهٔ تدافعی به خود گرفته‌است. خنجی به دو نقطهٔ بحرانی جهان در آن زمان اشاره کرد. یکی محاصرهٔ برلین توسط نیروهای دولت شوروی و دیگری مقابلهٔ نیروی نظامی آمریکا با نیروهای کره ی شمالی و چین در شبه جزیرهٔ کره.
در هر دو حادثهٔ فوق، دولت شوروی به رهبری استالین تمام قد در مقابل قدرتهای غربی ایستاد.
سپس خنجی چنین ادامه داد: «پس از فوت استالین و زمامداری مالنکوف به جای او، اوضاع ناگهان تغییر کرد. مدت کوتاهی نگذشت که دولت شوروی به محاصرهٔ برلین پایان داد و با رفت و آمد متفقین در خاک آلمان شرقی و برقراری ارتباط زمینی با شهر برلین موافقت کرد و در مورد شبه جزیرهٔ کره نیز دولت چین اعلام کرد که اقدام به عقب‌نشینی از خط فاصل دو کشور خواهد کرد»
خنجی از این بحث طولانی نتیجه گرفت که اگر حوادثی در کشور ایران رخ دهد، دولت شوروی در موقعیتی نیست که اقدام به بهره‌برداری سیاسی یا نظامی بنماید و مانند آنچه در زمان حکومت استالین انتظار می‌رفت به عکس العمل شدید و تند در برابر آن بپردازد. از این رو به نظر می‌رسد که کشورهای غربی آزادی عمل بیشتری برای دخالت در امور داخلی ایران احساس کنند و بیم آن می‌رود که به اقدامات تندتر و شدیدتری و خیلی بیشتر از آنچه در گذشته ممکن بود در برابر نهضت ملی ایران و برای سقوط دولت مصدق دست زنند؛ در نتیجه مصدق باید از تمام ظرفیت نیروهای داخلی جهت افزایش توان دولت خود استفاده نماید؛ اما پس از این تحلیل خنجی و پیش‌بینی وقوع کودتا در یک ماه بعد، خلیل ملکی او را دچار مالیخولیا دانست و هیچ‌یک از راهکارهای وی و مسعود حجازی را جهت تقویت حمایت از نهضت ملی را نپذیرفت.

### تشکیل حزب سوسیالیست
مدت کوتاهی پس از تشکیل حزب نیروی سوم، یعنی از مهر ماه و آبان ماه سال ۱۳۳۱، خلیل ملکی به تدریج موضع خود را در قبال حمایت از دولت دکتر مصدق تغییر داد. نقطه اوج تغییر دیدگاه او در «اعلامیه حزب نیروی سوم» دربارهٔ کودتای ۲۸ مرداد ۱۳۳۲ بود که به تاریخ اول شهریور ۱۳۳۲ به خط و قلم خودش تنظیم شده بود.
در این اعلامیه نه تنها کودتا محکوم نشده بود؛ بلکه حتی از به کار بردن واژهٔ کودتا برای آن امتناع گردیده بود.
در نتیجه دکتر خنجی بعد از کودتای ۲۸ مرداد ۱۳۳۲ حزب سوسیالیست (ایران) را به همراه سایر مبارزانی که سال‌ها با او همکاری داشتند، از جمله: مسعود حجازی، یوسف جلالی، غلامرضا تختی، حسن خرمشاهی، ترابعلی براتعلی، ایرج وامقی، عبدالله خنجی، حسین سکاکی، مهدی غضنفری، مظفر ذوالقدر، احمد سپهری و عباس سنگانی به وجود آورد. وی به عنوان دبیرکل این حزب و غلامرضا تختی به عنوان قائم مقام وی انتخاب شد.

### نهضت مقاومت ملی
بعد از کودتای ۲۸ امرداد ۱۳۳۲، محمدعلی خنجی به دعوت آیت الله سید رضا زنجانی به نهضت مقاومت ملی پیوست و به ادامه راه مصدق، مبارزه علیه کودتاچیان و استبداد و تسلط استعمار پرداخت؛ به همین جهت در سال‌های بعد از ۲۸ امرداد یا در زندان یا در حال فعالیت مخفی و مبارزه بود. در این دوره، بخش عمده مبارزه خنجی در نهضت متمرکز بود و نقش عمده‌ای در تحریر مقالات روزنامه مخفی «راه مصدق» و سایر نشریات و اعلامیه‌های نهضت مقاومت ملی برعهده داشت.
در این زمان بود که به دلیل نگارش مقاله‌ای کوبنده و شدید اللحن علیه دستگاه حاکم جابر در روزنامه مزبور با عنوان: «مجسمه ابوالهول کودتا در دانشگاه تهران نصب می‌شود.» او را در زندان لشکر ۲زرهی به بند کشیدند.
در دوران فعالیت نهضت مقاومت ملی، حزب سوسیالیست یکی از احزاب تشکیل دهنده این نهضت محسوب می‌شد. در این سال‌ها او بارها به زندان کشیده شد؛ سرانجام دفتر وکالتش را که تنها ممر معاش او بود تعطیل کردند.

### جبهه ملی ایران
وی به عنوان رهبر حزب سوسیالیست ایران در تاریخ پنج شنبه ۲۴ فروردین ۱۳۴۰ طی نامه‌ای به اللهیار صالح، این سازمان سیاسی را «با توجه به ضرورتهای تاریخی» و برای تأمین وحدت سازمانی جبهه ملی «به صورت یک جانبه و بدون قید و شرط» به نفع تشکیلات جبهه ملی، منحل اعلام کرد.
دکتر خنجی از اعضای هیئت مؤسس جبهه ملی دوم بود و در سال ۱۳۴۱ در اولین کنگره جبهه ملی، به عضویت شورای مرکزی انتخاب شد.

### آموزش کادرهای جوان جبهه ملی
او در سمت مسئول تعلیمات جبهه ملی، نقش عمده‌ای در تنظیم برنامه‌های تعلیماتی برعهده گرفت. وی تا پایان انحلال جبهه ملی دوم در این مجموعه فعالیت کرد. از جمله شرکت کنندگان در کلاسهای آموزش تئوری‌های سیاسی، اقتصادی او در آن دوران می‌توان به ابوالحسن بنی صدر، حسن حبیبی، احمد سلامتیان، غلامرضا تختی، بهزاد نبوی، فریبرز رئیس دانا و بیژن جزنی اشاره کرد.

### مخالف اتحاد با ملایان و ارتجاعی دانستن انقلاب ۵۷ (قبل از وقوع آن)
در زمان واقعه ۱۵ خرداد۴۲، خنجی که از معدود رهبران جبهه ملی بود که (از زمان واقعه اول بهمن ۱۳۴۰) همچنان در زندان به سر می‌برد، با پیشنهاد اعلام حمایت جبهه ملی از این شورش مخالفت کرد و گفت: «بهتر است بیست سال صبر کنیم و با آخوندها متحد نشویم»
کمتر از یک سال بعد در اردی بهشت ماه سال ۱۳۴۳ (۱۴ سال قبل از وقوع انقلاب اسلامی) نوشت: «عصر انقلابات و قیامهای خونین سپری شده‌است. تاریخ به مرحلهٔ جدیدی از سیر خود گام‌گذارده‌است. ما در آغاز عصری به سر می‌بریم که می‌توان آن را عصر سیر آگاهانهٔ تاریخ نامید.» او در ادامهٔ این مطلب و در همان کتاب اعلام‌داشت که انقلابهای خشونت‌آمیز و خونبار نه تنها جنبشهایی آوانگارد و مترقی نیستند؛ بلکه تحولاتی ارتجاعی محسوب می‌شوند.

## درگذشت
وی در تاریخ ۵ بهمن ۱۳۵۰ در تهران درگذشت. در هنگام مرگ ۴۶ سال داشت. علی‌رغم اصرار خانواده اش، پلیس از بررسی علت فوت خودداری کرد.